# Tournefortia rufo-sericea
Tournefortia rufo-sericea là một loài thực vật thuộc họ Boraginaceae. Đây là loài đặc hữu của Ecuador.